# Гаурико (лунный кратер)
Кратер Гаурико (лат. Gauricus) — древний крупный ударный кратер в южной материковой части видимой стороны Луны. Название присвоено в честь итальянского астролога, астронома и математика Луки Гаурико (1476—1558); утверждено Международным астрономическим союзом в 1935 г. Образование кратера относится к донектарскому периоду.

## Описание кратера

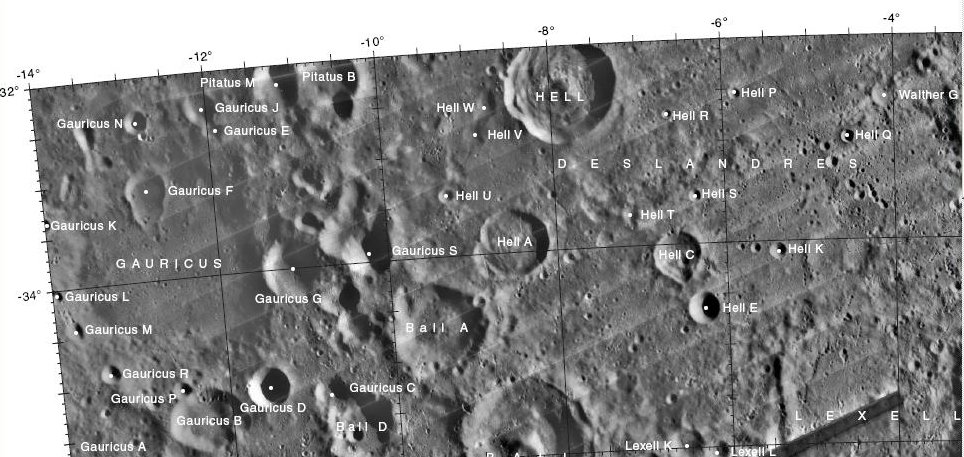
Фрагмент карты LAC-112.

Ближайшими соседями кратера являются кратер Вурцельбауэр почти примыкающий к кратеру Гаурико на западе, кратер Питат на северо-западе, кратер Деландр на востоке, кратер Сассерид на юге-юго-востоке, а также кратер Хейнзиус на юго-западе. Далее к западу, за кратером Вурцельбауэр находится Болото Эпидемий; на севере, за кратером Питат, лежит Море Облаков. Селенографические координаты центра кратера 33°55′ ю. ш. 12°44′ з. д. / 33,92° ю. ш. 12,74° з. д., диаметр 79,6 км, глубина 2,37 км.
Кратер имеет циркулярную форму, за время своего существования значительно разрушен, вал сглажен последующими импактами и отмечен множеством мелких кратеров. Юго-восточная часть вала перекрыта сателлитными кратерами Гаурико B и Гаурико D (см. ниже), восточная часть вала – сателлитным кратером Гаурико G. Внутренний склон вала несколько шире в западной, юго-западной и южной частях. Средняя высота вала кратера над окружающей местностью 1350 м, объем кратера составляет приблизительно 5800 км³. Дно чаши кратера ровное, испещрено множеством мелких кратеров, центральный пик отсутствует. В северной части чаши находится приметный сдвоенный кратер в виде восьмерки (северный кратер восьмерки – сателлитный кратер Гаурико F. Чашу кратера пересекает один из лучей кратера Тихо, расположенного на юге от кратера Гаурико.

## Сателлитные кратеры

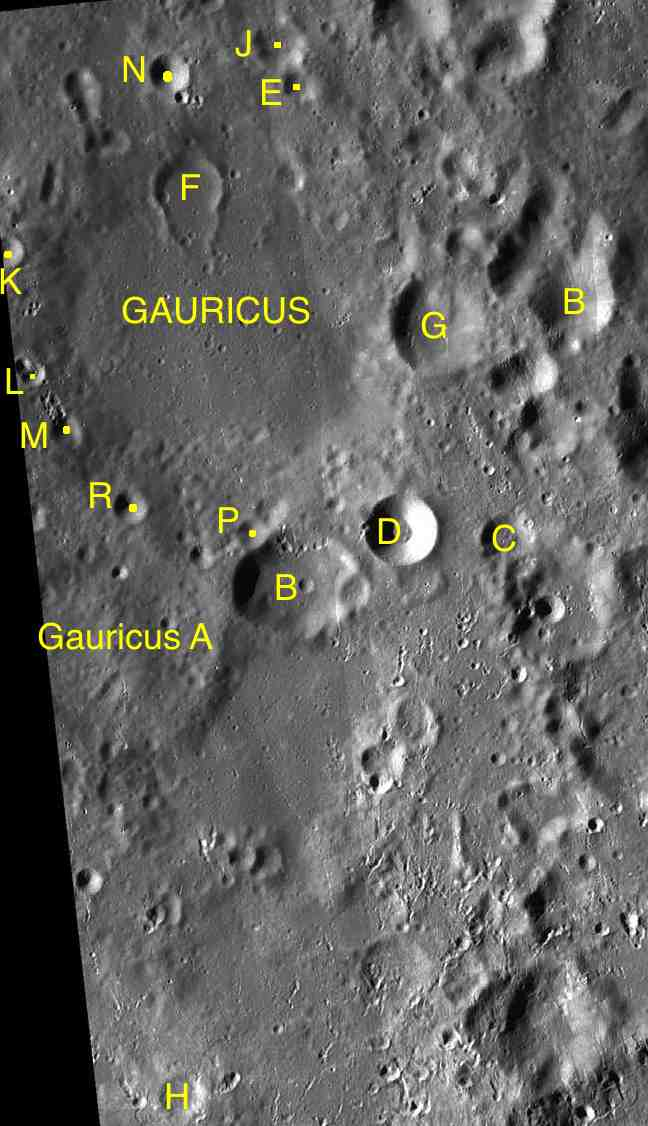
Фрагмент карты LAC-112.

| Гаурико | Координаты                                            | Диаметр, км |
| ------- | ----------------------------------------------------- | ----------- |
| A       | 35°38′ ю. ш. 13°34′ з. д. / 35,64° ю. ш. 13,57° з. д. | 37,2        |
| B       | 35°23′ ю. ш. 12°14′ з. д. / 35,39° ю. ш. 12,23° з. д. | 21,8        |
| C       | 35°16′ ю. ш. 10°44′ з. д. / 35,26° ю. ш. 10,73° з. д. | 9,6         |
| D       | 35°08′ ю. ш. 11°28′ з. д. / 35,14° ю. ш. 11,46° з. д. | 12,3        |
| E       | 32°35′ ю. ш. 11°53′ з. д. / 32,58° ю. ш. 11,88° з. д. | 6,7         |
| F       | 33°07′ ю. ш. 12°43′ з. д. / 33,11° ю. ш. 12,71° з. д. | 12,3        |
| G       | 33°59′ ю. ш. 11°03′ з. д. / 33,99° ю. ш. 11,05° з. д. | 18,4        |
| H       | 38°14′ ю. ш. 13°23′ з. д. / 38,24° ю. ш. 13,39° з. д. | 8,5         |
| J       | 32°20′ ю. ш. 12°00′ з. д. / 32,34° ю. ш. 12° з. д.    | 9,0         |
| K       | 33°21′ ю. ш. 13°58′ з. д. / 33,35° ю. ш. 13,97° з. д. | 5,3         |
| L       | 34°04′ ю. ш. 13°53′ з. д. / 34,06° ю. ш. 13,88° з. д. | 4,2         |
| M       | 34°25′ ю. ш. 13°42′ з. д. / 34,42° ю. ш. 13,7° з. д.  | 5,3         |
| N       | 32°26′ ю. ш. 12°44′ з. д. / 32,44° ю. ш. 12,74° з. д. | 7,0         |
| P       | 35°05′ ю. ш. 12°30′ з. д. / 35,09° ю. ш. 12,5° з. д.  | 5,2         |
| R       | 34°52′ ю. ш. 13°19′ з. д. / 34,87° ю. ш. 13,32° з. д. | 5,9         |
| S       | 33°55′ ю. ш. 10°10′ з. д. / 33,91° ю. ш. 10,17° з. д. | 14,6        |